# Live at Wembley Stadium
Live at Wembley Stadium — концертный альбом американской рок-группы Foo Fighters, выпущенный 22 августа 2008 года в Ирландии и 25 августа 2008 года в Великобритании на DVD, также был выпущен в Австралии 30 августа, Новой Зеландии 1 сентября, Германии , Австрии и Швейцарии 5 сентября, в США 18 ноября 2008 года.

## Об альбоме
Концерт был снят на стадионе Уэмбли в пятницу 6 июня и субботу 7 июня 2008 года. В видео включены кадры из обоих выступлений, включая выступление в субботу с участием специальных гостей из Led Zeppelin - Джона Пол Джонса ( бас-гитара ) и Джимми Пейдж ( гитара ).
Видео также транслировалось через спутник по всей Великобритании, в Vue Cinema 24 июня 2008 года. Видео было показано в формате высокой четкости с объемным звуком 5.1, сет лист был такой же, как на DVD.
Изображение на обложке DVD было заснято камерой, подвешенной на тросах над публикой в пятницу, 6 июня.

## Список композиций и не включённые в DVD релиз песни
Некоторые песни взяты из выступления в пятницу, а некоторые с субботнего. Это можно идентифицировать двумя способами. Одним из них является нижнее бельё, которое надето на Гроле (красное в пятницу, белое в субботу), это можно увидеть в некоторых кадрах на видео, а во-вторых, во время субботнего выступления шёл дождь, а в пятницу нет.
1. "The Pretender" (Dave Grohl, Taylor Hawkins, Nate Mendel, Chris Shiflett, Pat Smear)
2. "Times Like These" (Grohl, Hawkins, Mendel, Shiflett)
3. "No Way Back" (Grohl, Hawkins, Mendel, Shiflett)
4. "Cheer Up, Boys (Your Make Up Is Running)" (Grohl, Hawkins, Mendel, Shiflett)
5. "Learn to Fly" (Grohl, Hawkins, Mendel)
6. "Long Road to Ruin" (Grohl, Hawkins, Mendel, Shiflett)
7. "Breakout" (Grohl, Hawkins, Mendel)
8. "Stacked Actors"/"Hocus Pocus" (Grohl, Hawkins, Mendel)/(Jan Akkerman, Thijs van Leer)
9. "Skin and Bones" (Grohl)
10. "Marigold" (Grohl)
11. "My Hero" (Grohl, Mendel, Pat Smear)
12. "Cold Day in the Sun" (Grohl, Hawkins, Mendel, Shiflett)
13. "Everlong" (Grohl)
14. "Monkey Wrench" (Grohl, Mendel, Smear)
15. "All My Life" (Grohl, Hawkins, Mendel, Shiflett)
16. "Rock and Roll" (John Bonham, John Paul Jones, Jimmy Page, Robert Plant)
17. "Ramble On" (Page, Plant)
18. "Best of You" (Grohl, Hawkins, Mendel, Shiflett)

- Треки 8, 9, 13 и 14 записаны в  пятницу, 6 июня, 2008
- Треки 1-7, 10-12 и 15-18 записаны в субботу, 7 июня, 2008
- This Is a Call и Big Me были исполнены в оба дня, но исключены из релиза.

Следующие песни были исполнены в оба вечера, но также не попали на видео.

## 6 июня
But Honestly, DOA, Generator

## 7 июня
Let It Die

## Чарты
| Чарт (2008)                  | Высшая позиция |
| ---------------------------- | -------------- |
| UK Top 10 Music DVDs         | 1              |
| RIANZ Music DVDs             | 1              |
| Australian Top 40 Music DVDs | 2              |

## Участники записи

### Члены группы
- Дейв Грол - вокал, ритм-гитара, барабаны в "Rock and Roll"
- Крис Шифлетт - соло-гитара и ритм-гитара, бэк-вокал
- Нэйт Мендел - бас-гитара
- Тейлор Хокинс - барабаны, бэк-вокал, вокал в "Rock and Roll" и "Cold Day in the Sun"

### Дополнительные участники
- Пэт Смир - ритм-гитара
- Рами Джаффи - пианино, клавиши, аккордеон
- Джесси Грин - виолончель, скрипка, бэк-вокал
- Дрю Хестер - Перкуссия

### Специальные гости
- Джон Пол Джонс - бас-гитара в "Rock and Roll" и "Ramble On".
- Джимми Пейдж - гитара в "Rock and Roll" и "Ramble On".